# Hrvatsko narodno kazalište u Mostaru
Hrvatsko narodno kazalište u Mostaru je utemeljeno 22. rujna 1994. godine. To je prvo profesionalno kazalište hrvatskog naroda u Bosni i Hercegovini. Dana 30. siječnja 1996. godine položen je kamen temeljac za novu monumentalnu zgradu Hrvatskog narodnog kazališta u Mostaru.

## Prošlost
Malobrojni, ali vrlo sposobni kazališni glumački ansambl u Domovinskom ratu dao je svoj doprinos očuvanju hrvatskog nacionalnog bića koje se borilo za konstitutivnost, za život dostojan svoje kulturne tradicije i samosvojnosti. Upravo po tome zaslužili su imati kulturni krov za svoj umjetnički rad. Sve gospodarske i društvene ustanove su tek dio jedne zajednice, a kulturne ustanove daruju joj ljepotu i smisao. U vremenu "uzimanja-davanja" sve je usmjereno na interesnu gradnju, a na tom obzorju rijetki razaznaju prijeko potrebne obrise kulturnih ustanova, u prvom redu kazališta.
Zgrada Hrvatskog narodnog kazališta u Mostaru se počela graditi na mjestu na kojem je prije rata bila smještena robna kuća HIT (Hercegovačka integrirana trgovina). Od HIT-a, niz Korzo, preko Musale do Razvitka je bila relacija na kojoj su se svakog radnog dana, u vrijeme Jugoslavije, od 9 do 10 sati, nalazili brojni građani Mostara, koji su radili u središtu grada. To je bilo vrijeme doručka. Dvije robne kuće: HIT i Razvitak, šetalište Korzo i trg Musala bili su srce Mostara u zlatnom razdoblju njegove povijesti.
Robna kuća HIT je u potpunosti uništena u sukobu između postrojbi Jugoslavenske narodne armije i Hrvatskog vijeća obrane do kraja lipnja 1992. godine, kada su hrvatske snage odlučnom akcijom Lipanjske zore oslobodile grad Mostar i dolinu Neretve. Od svibnja 1993. godine do prvih mjeseci 1994. godine, HIT se nalazio na prvoj crti razdvajanja između zaraćenih postrojbi Armije RBiH i HVO-a.
Hrvatsko narodno kazalište u Mostaru je utemeljeno 22. rujna 1994. godine. To je prvo profesionalno kazalište hrvatskog naroda u Bosni i Hercegovini. Dana 30. siječnja 1996. položen je kamen temeljac za novu monumentalnu zgradu Hrvatskog narodnog kazališta.
Prva faza izgradnje nove zgrade Hrvatskog narodnog kazališta u Mostaru je završila 2002. godine, gradnjom kazališne Male scene. Pored scene i scenske opreme, izgrađeni su i ostali prateći sadržaji kao što su garderoba glumaca, ostave, režija, depoi, uprava kazališta, ulazni hol itd. Mala scena je smještena u podrumskoj etaži HNK Mostar. Velike su obveze nastavka izgradnje, a oni, koji shvaćaju značenje ovog zdanja za hrvatski narod u Bosni i Hercegovini pomažu svojim donacijama, sponzoriranjem i darovnicama.

## Sadašnjost
Hrvatsko narodno kazalište u Mostaru danas ima 25 djelatnika. Djeluje u novo izgrađenim prostorijama Male kazališne scene. Financira se iz proračuna Hercegovačko-neretvanske županije s 50 % financijskih sredstava za rad. Drugih 50 % kazalište mora samo osigurati putem sponzora, donatora i slično. 

## Budućnost
Angažiranjem novih mladih glumaca i jednog dijela tehnike kazalište može svojim repertoarom zadovoljiti sve potrebe kazališne publike u Mostaru, dostojno vršiti promidžbu hrvatske kulture na prostorima Bosne i Hercegovine i šire, primati u goste kazališta iz svih zemalja svijeta, a samim tim sebi otvarati prostor za gostovanje i promidžbu kulture Hrvata u tim zemljama.
Potpunom izgradnjom kazališta u novog zgradi, koja će biti kulturni i duhovni centar hrvatske kulture u BiH, svoje će mjesto naći i Simfonijski orkestar Mostar, Kazalište lutaka Mostar, hrvatski književnici i slikari. Ako financijske mogućnosti budu dozvoljavale uz dramski ansambl kazalište će formirati operni ansambl i baletni ansambl čime bi bila realizirana Odluka pri utemeljenju Hrvatskog narodnog kazališta u Mostaru. Samim tim bi se stvorila mogućnost upošljavanja 200-300 osoba, a kazalište bi se svrstalo u red nacionalnih kazališnih kuća.

## Donatori
Velika zahvala je izražena Miji Brajkoviću, predsjedniku Upravnog odbora HNK u Mostaru i predsjedniku Inicijalnog odbora za izgradnju zgrade HNK u Mostaru, na ogromnom naporu koji je uložio kako bi osigurao putem donatora, financijska sredstva za izgradnju prvog profesionalnog kazališta Hrvata u BiH. 
Mijo Brajković je bio ratni gradonačelnik hrvatskog dijela grada, a poslije toga, dugi niz godina, bio je generalni direktor mostarskog aluminijskog kombinata, Aluminija, u vremenu kada je ta tvrtka postala najveći bosanskohercegovački izvoznik. Djelatnici Hrvatskog narodnog kazališta u Mostaru su na sastanku cijelog kolektiva održanom 20. rujna 2002., donijeli Odluku kojom gospodina Miju Brajkovića proglašavaju doživotnim počasnim predsjednikom Uprave HNK. 
Svim donatorima izgradnje zgrade Hrvatskog narodnog kazališta u Mostaru koji su shvatili značenje ovog zdanja za hrvatski narod, koji su shvatili da se ono gradi za hrvatsku sadašnjost i budućnost u Bosni i Hercegovini. Posebna zahvalnost je izražena pojedincima koji su svojim primjerom potakli i ostale donatore izgradnje Hrvatskog narodnog kazališta u Mostaru: dr. Franjo Tuđman, dr. Ivo Sanader, Milan Kovač, mr. Mijo Brajković, Jure Musa, Vladimir Božić, Mladen Galić, Ante Novak, Boro Puljić, Mile Puljić, Frano Ljubić, Mate Kopilaš, Ana Pušić, Ivo Bradavica, Ante Ivanković, Ćiro Grubišić i Miro Leko.

## Unutarnje poveznice
| - Mostar - Hrvatski dom Herceg Stjepan Kosača | - Hrvati Bosne i Hercegovine - Kultura Hrvata Bosne i Hercegovine |

## Vanjske poveznice
- Hrvatsko narodno kazalište u Mostaru službena stranica Hrvatskog narodnog kazališta u Mostaru